# Ausweichsitz Nordrhein-Westfalen

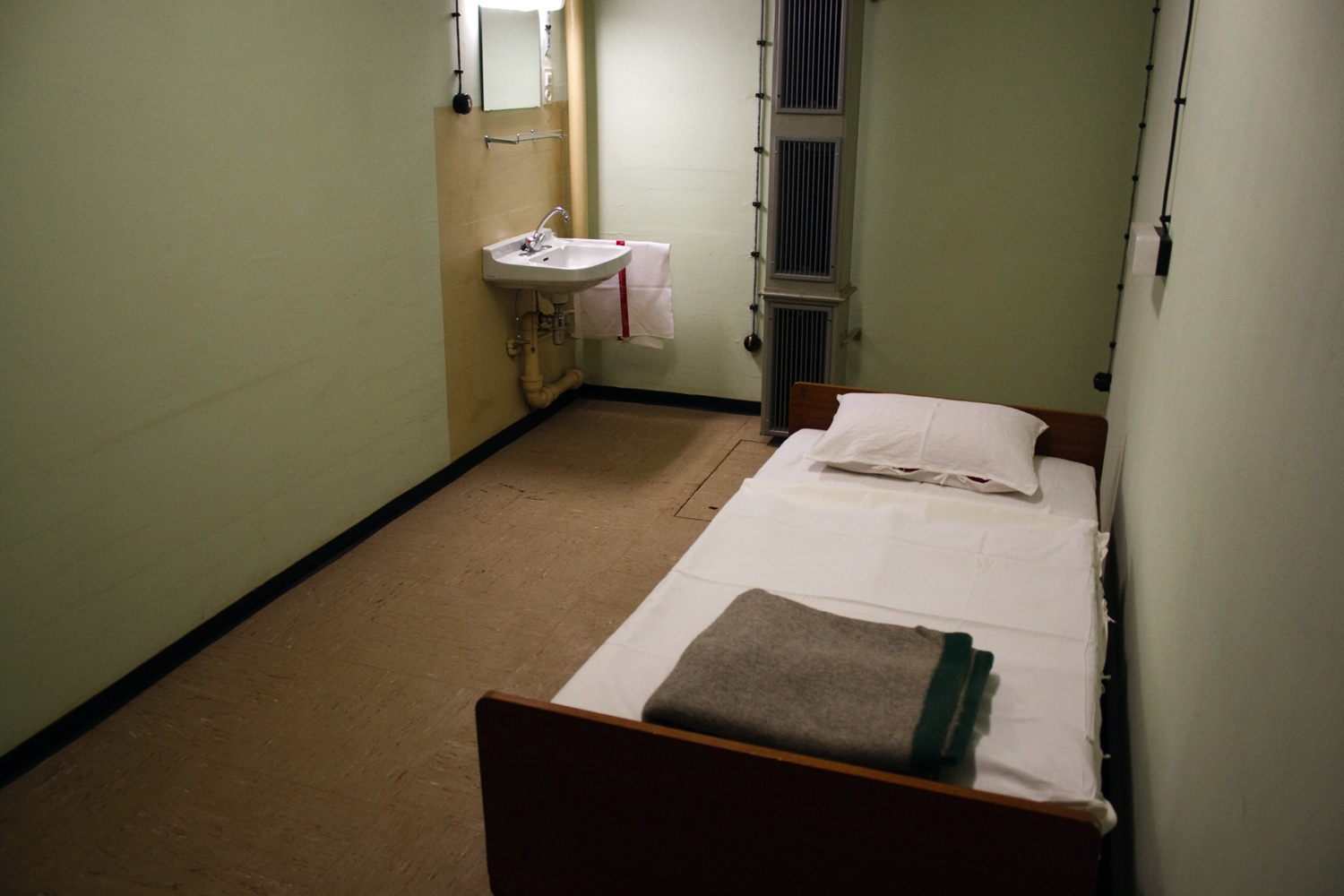
Schlafraum des Ministerpräsidenten

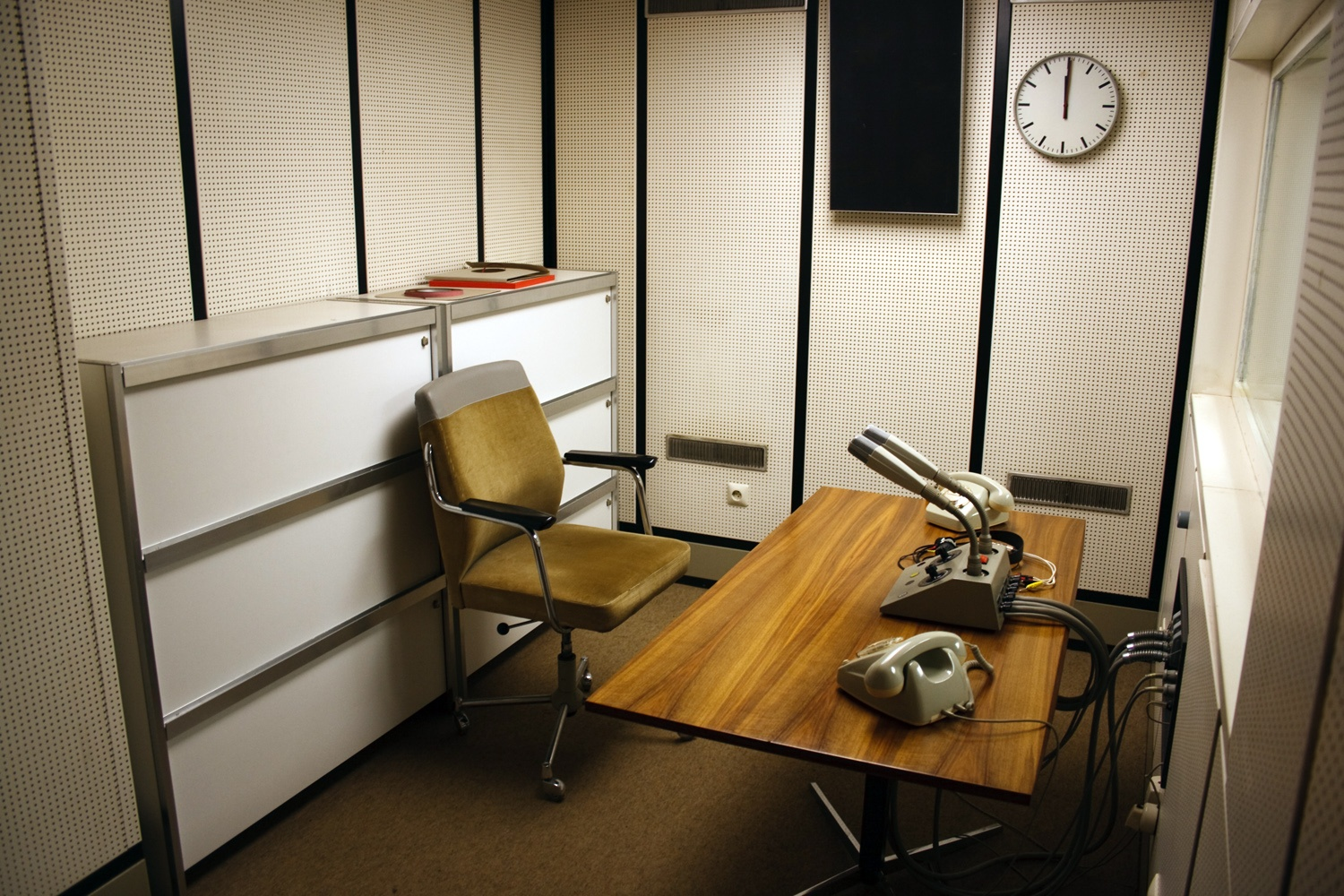
Sprecherraum des Hörfunkstudios

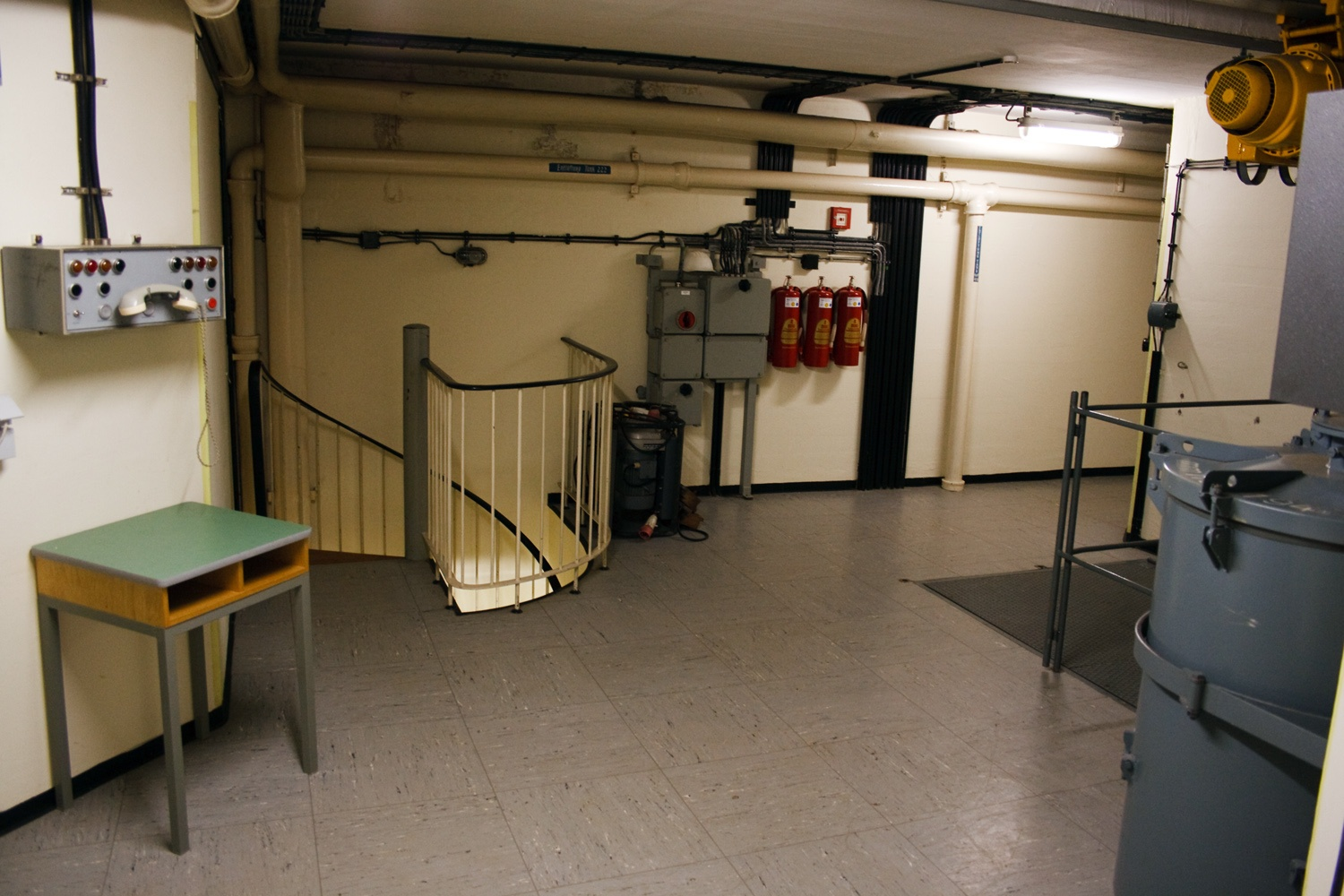
Flur mit Nebentreppe

Der Ausweichsitz Nordrhein-Westfalen war ein geheimer Atombunker in Kall-Urft im Kreis Euskirchen, Nordrhein-Westfalen. Bei einem Atomkrieg sollten darin der Ministerpräsident, der Innen- und der Justizminister sowie 200 Experten Schutz suchen und die Regierungsgeschäfte weiterführen. Gegenüber der Bevölkerung der umliegenden Ortschaften wurde dessen Funktion mit dem Namen Warnamt Eifel verschleiert.
Mit den Planungen wurde 1962 begonnen. Der Komplex ist etwa 1.000 m² groß, er misst 35 × 29 × 16,2 Meter.
Der Eingang befindet sich getarnt in einer Doppelgarage eines „zivilen“ Wohnhauses am Ortsrand von Urft.
Der Bunker wurde zu Betriebszeiten stets geheim gehalten. Den Bewohnern der Umgebung wurde erklärt, es handele sich um ein Wasserwerk oder um ein Warnamt. Als Tarnmaßnahme wurden die an der Oberfläche befindlichen Teile grün gestrichen bzw. mit Rollrasen abgedeckt und anschließend mit Bäumen bepflanzt.
Im Jahre 1993 wurde der Bunker aufgegeben und an einen privaten Eigentümer, den Schwiegersohn des Bunker-Hausmeisters, verkauft. Eine Besichtigung des im Ursprungszustand erhaltenen Bunkers, welcher heute eine Dokumentationsstätte ist, ist nach Voranmeldung möglich. Zudem gibt es Besichtigungen in Kombination mit einer Besichtigung des Regierungsbunkers im Ahrtal.
Das zum Komplex gehörende kleine Hörfunkstudio, zu Betriebszeiten technisch betreut vom Westdeutschen Rundfunk, wird nach in den 2010er Jahren erfolgter Instandsetzung hin und wieder zur Produktion der Eifeler Radiotage genutzt.